# Gregorius av Elvira
Gregorius av Elvira, död efter 392, var biskop av Iliberris (Elvira vid Granada).
Han var en radikal bekämpare av arianismen i Spanien och som anhängare av biskop Lucifer av Calaris en ledande luciferian.
Han äras i Spanien som ett av romersk-katolska kyrkans helgon. Hans firningsdag är den 24 april.